# Бербетов, Иван Петрович
Иван Петрович Бербетов (1923—2007) — полковник Советской Армии, участник Великой Отечественной войны, Герой Советского Союза (1945).

## Биография
Иван Бербетов родился 7 июня 1923 года в станице Новодонецкой (ныне — Выселковский район Краснодарского края) в семье крестьянина. Учился в Рыбинске в авиационном техникуме.
В 1941 году был призван на службу в Рабоче-крестьянскую Красную Армию Рыбинским районным военным комиссариатом. В 1942 году окончил Пушкинское танковое училище. С октября того же года — на фронтах Великой Отечественной войны. Участвовал в боях на Западном, Брянском, Южном, 1-м Украинском и 1-м Белорусском фронтах. В боях дважды был тяжело ранен. Принимал участие во второй Ржевско-Сычёвской операции, Донбасской, Мелитопольской операциях.
Дважды отличился во время освобождения Украинской ССР. Во время боёв в Сталинской и Запорожской областях уничтожил вместе со своим экипажем 6 повозок, 2 автомашины, 1 орудий, около 50 вражеских солдат и офицеров, был награждён орденом Красной Звезды. В районе деревни Данило-Ивановка Мелитопольского района Запорожской области Бербетов вместе со своим взводом отразил три немецкие контратаки. Маневрируя в тылу и на флангах противника, Бербетов уничтожил своим танком 2 орудия, 2 миномёта, 25 пехотинцев. Несмотря на неисправность танка, поля боя не покинул и продолжил уничтожение вражеских войск. Был награждён вторым орденом Красной Звезды.
К июлю 1944 года старший лейтенант Иван Бербетов командовал взводом 20-й танковой бригады 11-го танкового корпуса 8-й гвардейской армии 1-го Белорусского фронта. Особо отличился во время составной части Белорусской наступательной операции 1944 года — Люблин-Брестской операции.
Находясь в разведке на подступах к Западному Бугу, танковый взвод Бербетова уничтожил две немецкие артбатареи и первым переправился через реку к западу от города Любомль Волынской области Украинской ССР. Взвод захватил и удержал плацдарм, отразив пять вражеских контратак, что способствовало успешной переправе через Западный Буг другими советскими подразделениями. В районе города Парчев Люблинского воеводства Польши, ведя разведку, уничтожил артиллерийскую батарею, а также выявил местонахождение вражеских сил и огневых средств и захватил пленных. Взвод Бербетова перерезал железную и шоссейную дороги Брест — Седльце во время боёв за Радзынь-Подляски и Лукув, нанеся немецким войскам серьёзный урон в живой силе и технике.
Был представлен к званию Героя Советского Союза. Из наградного листа:

С момента прорыва обороны противника западнее города Ковель и ввода бригады в прорыв тов. Бербетов со своим взводом вел танковую разведку до города Седлец, где был тяжело ранен.
В боях на подступах к реке Западный Буг умелыми действиями разгромил 2 артиллерийских батареи противника, первым форсировал реку, отразил 5 контратак противника и обеспечил успешное форсирование реки бригадой. Ведя разведку на подступах к городу Парчев, в порядке личной инициативы уничтожил артиллерийскую батарею противника, которая прикрывала подступы к городу. Выяснил группировку и расположение огневых средств противника, захватил пленных и тем самым обеспечил выполнение бригадой боевой задачи в овладении городом Парчев.
В боях на подступах к городу Радзынь, где противник сосредоточил значительные силы артиллерии, пехоты и танков, тов. Бербетов со своим взводом уничтожил артиллерийскую батарею противника, обошел артиллерийский заслон, выяснил его силы и расположение артиллерии и огневых средств, своевременно донес в штаб бригады, сам же вступил в бой с частями противника в районе аэродрома и тем самым обеспечил ввод всей бригады в бой с противником. Задача бригадой была выполнена без потерь. Аэродром и город были захвачены, причем на аэродроме захвачено 3 самолета, 3 бензохранилища с бензином, склады авиабомб и другие, нанесены противнику большие потери в живой силе и технике.
Ведя разведку противника на подступах к городу Лукув и в городе, тов. Бербетов проявил исключительную смелость и умение в ведении танковой разведки. На подступах к городу Лукув выяснил расположение противника, вступил в бой с превосходящими силами, уничтожил 6 орудий, ворвался в город, посеял панику и вышел на железнодорожную станцию Лукув, где вступил в бой с танками и самоходной артиллерией противника, донес в штаб бригады об обстановке, а сам продолжал вести бой до подхода бригады. В городе и на станции Лукув  бригада нанесла противнику большие потери в живой силе и технике, перерезала важные железнодорожную и шоссейную магистрали Брест – Седлец. На станции Лукув были захвачены большие трофеи -  379 вагонов, платформ и цистерн, груженых различным военным имуществом, 8 паровозов и много неучтенных вагонов и платформ. Севернее станции Лукув в лесу захвачены армейские склады различных боеприпасов.
За геройство и мужество, проявленные в боях с немецкими захватчиками, тов. Бербетов Иван Петрович достоин присвоения звания  «Герой Советского Союза».
Командир 1-го танкового батальона 20-й танковой Седлецкой Краснознаменной бригады майор Булгаков

19 сентября 1944 года— наградной лист
Указом Президиума Верховного Совета СССР от 24 марта 1945 года за «мужество и героизм, проявленные при освобождении Польши» старший лейтенант Иван Бербетов был удостоен высокого звания Героя Советского Союза с вручением ордена Ленина и медали «Золотая Звезда» за номером 7189.
После окончания войны Бербетов продолжил службу в Советской Армии. В 1949 году он окончил Военную академию бронетанковых и механизированных войск. В 1979—1981 годах был начальником военной кафедры Государственного институты физической культуры имени Лесгафта в Ленинграде. В 1981 году в звании полковника был уволен в запас. Проживал в Санкт-Петербурге, умер 19 января 2007 года, похоронен на Серафимовском кладбище.

## Память
- Имя Героя увековечено на мемориальной арке в Краснодаре.
- Имя Героя высечено золотыми буквами в зале Славы Центрального музея Великой Отечественной войны в Парке Победы города Москвы.

- На могиле героя на Серафимовском кладбище (Коммунистическая площадка) установлен надгробный памятник.